# 도매물가지수
도매물가지수(都賣物價指數, wholesale price index, WPI)는 도매상품의 물가지수 가격이다. 필리핀과 같은 일부 국가들은 인플레이션의 측정을 위해 WPI 변화를 사용한다. 한편 인도는 인플레이션 측정을 위해 새로운 CPI를 채택하였다. 미국의 경우 생산자 가격 지수를 보고한다.

## 개요
물가지수에는 물가를 어떤 범위로 한정 짓느냐에 따라서 몇 가지의 물가지수가 있는데, 경제순환 과정에서 도매 단계에서의 물가 수준의 동태를 보는 것이 도매물가지수이다. 최근 여러 물가가 상승함에 따라서 특히 주목되고 있다.  그것은 이 도매물가지수에 의하여 일반 물가 수준의 움직임을 이해할 수 있기 때문이다. 생산재의 물가지수는 주로 도매단계의 물가지수를 생각해도 좋다.

## 같이 보기
- 소비자 물가지수
- 인플레이션
- 물가지수